# 5 років майже одружені
«5 років майже одружені» (англ. The Five-Year Engagement) — американська романтична кінокомедія режисера Ніколаса Столлера. Прем'єра в Північній Америці та Великій Британії відбулась 27 квітня 2012 року. Фільм розповідає про пару, чиї стосунки стають напруженими через довготривалі заручини.

## Сюжет
Том (Джейсон Сігел) та Віолетта (Емілі Блант) вже заручені і збираються одружитися. Але Віолетті пропонують нову роботу. Вони вирішують відкласти весілля ненадовго і переїхати із Сан-Франциско в Мічиган. Але їх заручини затягуються на п'ять років.

## У ролях
- Джейсон Сігел — Том Соломон
- Емілі Блант — Віолетта Барнс
- Кріс Претт — Алекс Ейлхауер
- Елісон Брі — Сюзі Барнс
- Ріс Іванс — Вінтон Чайлдс
- Джекі Вівер — Сільвія Діккерсон-Барнс
- Кевін Гарт — Дуґ
- Мінді Калінг — Ванета
- Рендалл Парк — Мінг
- Браян Посен — Тарквін
- Кріс Парнелл — Білл
- Девід Пеймер — Піт Соломон
- Мімі Кеннеді — Керол Соломон
- Дакота Джонсон — Одрі
- Джейн Карр — бабуся Кетрін
- Клемент Сейнт Джордж — дідусь Баба
- Майкл Інсайн — дідусь Гарольд
- Ейлін Грубба — працівник ботанічного саду
- Кумейл Нанджіані — пакистанський кухар

## Касові збори
За касовими зборами в перший тиждень фільм дебютував на п'ятій позиції, зібравши $10 610 060. За перший тиждень прокату збори склали $11 157 000 в Канаді та США. За 56 днів (8 тижнів) прокату фільму домашні касові збори досягли $28 700 285, а іноземні — $23 906 841, із загальною сумою $52 607 126.

## Критика
Фільм був позитивно оцінений критиками. Опитування вебсайту Rotten Tomatoes показав що 63 % зі 130 респондентів позитивно відгукнулись про кінострічку. Авторитетний критик газети New York Daily News Елізабет Вейцман пише: «Емілі Блант не була м'якшою, і між нею та Джейсоном Сігелом був серцевий потяг один до одного».

## Цікаві факти
Зйомки фільму проходили в містах штату Мічиган Енн-Арбор та Іпсіланті в червні 2011 року.
- Емілі Блант та Джейсон Сігел вже грали разом у фільмі «Мандри Гуллівера».
- Джейсон Сігел про фільм: «… Ідея фільму „5 років майже одружені“ належала Ніку Столлеру, а потім вже ми разом її допрацювали, написали сценарій. Думаю, що у фільмі відчувається, як класно ми з Емілі знаємо один одного в справжньому житті. І це зробило нашу романтичну комедію набагато переконливою…»[8].